# Claudio Bordignon
Claudio Bordignon (Fiorano al Serio, 6 luglio 1950) è un medico e genetista italiano.

## Biografia
Nel 1992 Claudio Bordignon professore all'ospedale San Raffaele di Milano, ha completato la prima procedura medica al mondo mirante alla terapia genica delle malattie ereditarie, usando cellule staminali come vettori per il materiale genetico. Questo lavoro è culminato nel 2002 con la pubblicazione della prima terapia veramente efficace per la Ada scid (adenosine deaminase-deficiency).
Bordignon si è laureato all'Università degli Studi di Milano, dove si è poi specializzato in Medicina interna ed in Ematologia. È stato un componente del Consiglio di Ricerca Europeo.